# Bästeträsk (naturreservat)

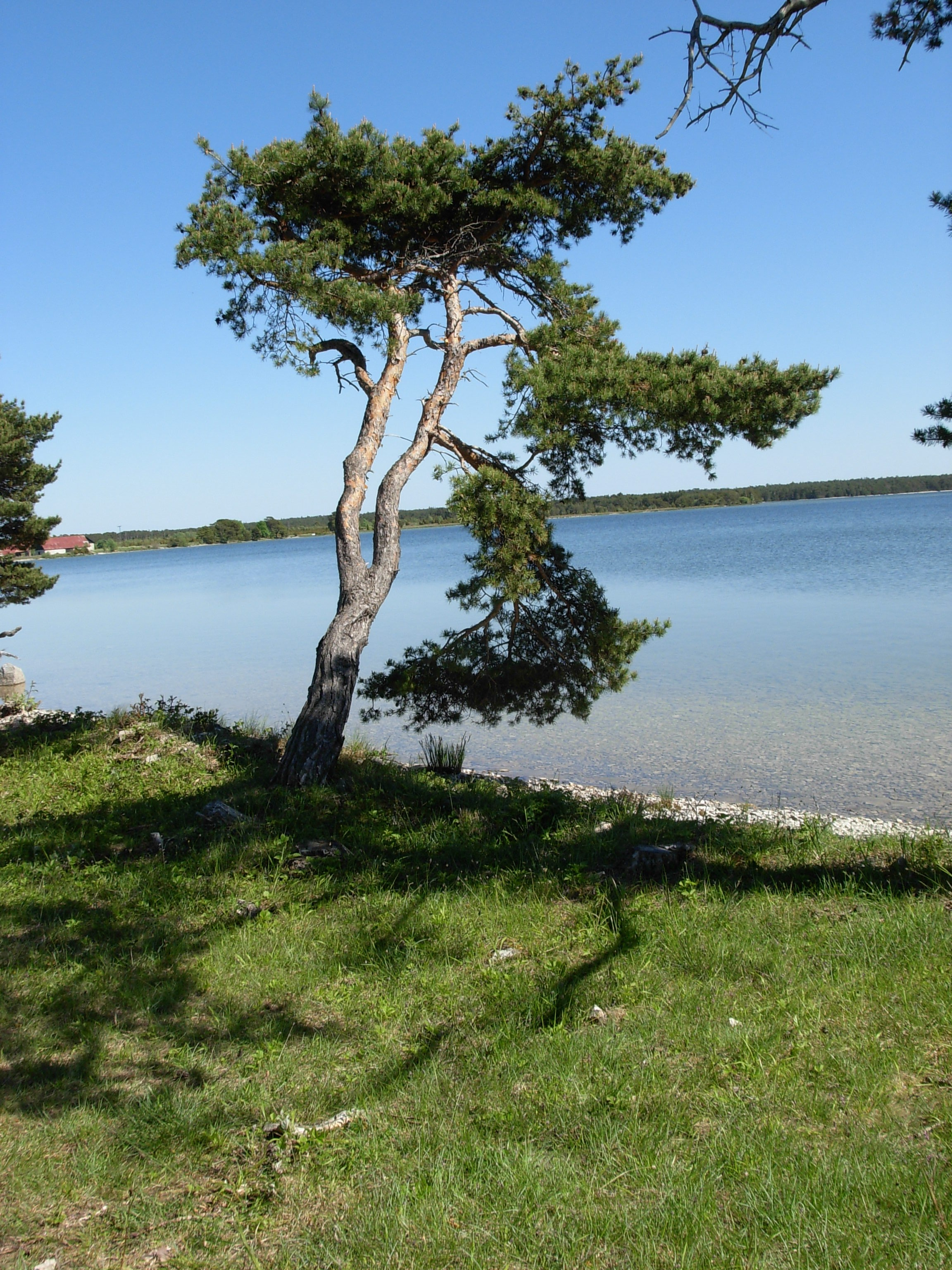
Tall vid Bästeträsk

Bästeträsk är ett naturreservat i Fleringe socken i Region Gotland på Gotland.
Området är naturskyddat sedan 2001 och är 1 494 hektar stort. Reservatet består av sjön Bästeträsk med omgivande skogsmarker, alvarmarker och myrar. Ingår gör också ett vattenfyllt kalkbrott kallat Blå lagunen